# Aeranthes strangulata
Aeranthes strangulata är en orkidéart som beskrevs av Charles Frappier och Eugène Jacob de Cordemoy. Aeranthes strangulata ingår i släktet Aeranthes och familjen orkidéer. Inga underarter finns listade i Catalogue of Life.